# Calling (Dead by April)
Calling è un singolo del gruppo musicale svedese Dead by April pubblicato nel 2011.

## Tracce
1. Calling – 3:37
2. Calling (radio edit) – 3:34
3. Within My Heart (video violence remix) – 3:22